# Либерия на летних Олимпийских играх 1972
Либерия принимала участие в Летних Олимпийских играх 1972 года в Мюнхене (ФРГ) в четвёртый раз за свою историю, пропустив Летние Олимпийские игры 1968 года, но не завоевала ни одной медали. Сборную страны представляли пятеро легкоатлетов, выступавшие в рамках беговой программы.

## Результаты

### Лёгкая атлетика
Мужчины
| Спортсмен     | Дисциплина | Первый раунд | Первый раунд | Первый раунд | Четвертьфинал        | Четвертьфинал        | Четвертьфинал        | Полуфинал            | Полуфинал            | Полуфинал            | Финал                | Финал                |
| Спортсмен     | Дисциплина | Результат    | Место        | Итог         | Результат            | Место                | Итог                 | Результат            | Место                | Итог                 | Результат            | Место                |
| ------------- | ---------- | ------------ | ------------ | ------------ | -------------------- | -------------------- | -------------------- | -------------------- | -------------------- | -------------------- | -------------------- | -------------------- |
| Эндрю Сарти   | 100 м      | 11,09        | 8            | 77           | Завершил выступления | Завершил выступления | Завершил выступления | Завершил выступления | Завершил выступления | Завершил выступления | Завершил выступления | Завершил выступления |
| Доминик Сайду | 200 м      | 22,48        | 6            | 54           | Завершил выступления | Завершил выступления | Завершил выступления | Завершил выступления | Завершил выступления | Завершил выступления | Завершил выступления | Завершил выступления |
| Томас Нма     | 400 м      | 49,73        | 5            | 61           | Завершил выступления | Завершил выступления | Завершил выступления | Завершил выступления | Завершил выступления | Завершил выступления | Завершил выступления | Завершил выступления |
| Томас Хоу     | 800 м      | 2:00,7       | 8            | 57           |                      |                      |                      | Завершил выступления | Завершил выступления | Завершил выступления | Завершил выступления | Завершил выступления |
| Эдвард Кар    | 1500 м     | 4:21,4       | 10           | 66           |                      |                      |                      | Завершил выступления | Завершил выступления | Завершил выступления | Завершил выступления | Завершил выступления |